# Junnin Tennō
Junnin Tennō (淳仁天皇?) (733 – 765) fue el 47.º emperador de Japón, según el orden tradicional de sucesión. Reinó entre 758 y 764. Antes de ser ascendido al Trono de Crisantemo, su nombre personal (imina) era Príncipe Imperial Ōi (Ōi-shinnō).

## Genealogía
Fue el séptimo hijo del Príncipe Toneri, un hijo de Tenmu Tennō.

## Biografía
Su padre había muerto cuando tenía tres años de edad, y no recibió título alguno en la corte. Su destino cambiaría en 757 cuando la Emperatriz Kōken, su prima tercera y madre adoptiva, lo nombra príncipe heredero, en vez del Príncipe Imperial Funado, quien había sido designado inicialmente como sucesor, tras la muerte del Emperador Shōmu.
En 758, es nombrado emperador a la edad de 25 años tras la abdicación de la emperatriz. Es nombrado como Emperador Junnin.
No obstante, su reinado fue muy débil y era un gobernante títere de la retirada emperatriz; finalmente en 764, el emperador es destronado tras presiones de la emperatriz y ella nuevamente reasciende al trono con el nombre de Emperatriz Shōtoku.
A pesar de que técnicamente reinó, no estuvo en la lista tradicional de emperadores hasta 1870, cuando el Emperador Meiji le dio el nombre póstumo y el título que se conoce actualmente, Emperador Junnin. 
En los documentos anteriores a esa fecha, el emperador era mencionado como Haitei (廃帝), “el emperador destronado”.

## Kugyō
Kugyō (公卿) es el término colectivo para los personajes más poderosos y directamente ligados al servicio del emperador del Japón anterior a la restauración Meiji. Eran cortesanos hereditarios cuya experiencia y prestigio les había llevado a lo más alto del escalafón cortesano.
- Taishi: Fujiwara no Oshikatsu, conocido como Emi-no Oshikatsu (antiguamente Fujiwara no Nakamaro).[5]
- Taihō: Fujiwara no Oshikatsu[5]
- Daijō Daijin: Fujiwara no Oshikatsu[5]
- Sadaijin: Fujiwara no Toyonari[5]
- Udaijin: Fujiwara no Toyonari[5]
- Nadaijin:
- Dainagon:

## Eras
- Tenpyō-hōji (750 – 765)